# Азид калия
Ази́д ка́лия (химическая формула — KN3) — неорганическая бинарная калиевая соль азотистоводородной кислоты.
При стандартных условиях, азид калия — это бесцветные тетрагональные кристаллы.

## Физические свойства
Азид калия — это белые, негигроскопичные кристаллы. Не взрывается от удара.
Растворим в воде и жидком аммиаке, плохо растворим в этиловом спирте, нерастворим в ацетоне. Обладает обычными свойствами растворимых азидов.

## Химические свойства
- Разложение (при температуре, выше температуры плавления) на калий и азот:

{\displaystyle {\mathsf {2KN_{3}\rightarrow 2K+3N_{2}\uparrow }}}
- Взаимодействие с сильными кислотами приводит к образованию азотистоводородной кислоты:

{\displaystyle {\mathsf {KN_{3}+HCl\rightarrow KCl+HN_{3}}}}
- Окисление сильными окислителями:

{\displaystyle {\mathsf {5KN_{3}+16KMnO_{4}+19H_{2}SO_{4}\rightarrow 15KNO_{3}+16MnSO_{4}+3K_{2}SO_{4}+19H_{2}O}}}
- Взаимодействие с растворами солей тяжёлых металлов приводит к выпадению осадка (например, с нитратом свинца):

{\displaystyle {\mathsf {2KN_{3}+Pb(NO_{3})_{2}\rightarrow Pb(N_{3})_{2}\downarrow +2KNO_{3}}}}

## Получение
- Взаимодействие гидроксида калия с азотистоводородной кислоты:

{\displaystyle {\mathsf {HN_{3}+KOH\rightarrow KN_{3}+H_{2}O}}}
- Взаимодействие гидроксида калия с гидразином и алкилнитритами в спирте.